# Божко, Иван Акимович
Иван Акимович Божко (1917 — после 1988 года) — советский партийный и государственный деятель, председатель сельского исполнительного комитета Саратовского областного Совета народных депутатов (1962—1964).

## Биография
Родился 17 сентября 1917 года в селе Карпытовское Кустанайского уезда Челябинской губернии (ныне - Денисовский район Кустанайской области Республики Казахстан). 
Участник Великой Отечественной войны. 22 сентября 1942 года был призван Еланским РВК Сталинградской области. 
Проходил службу в УВПС 84 УОС 23 РГК Степного Фронта. После окончания войны был переведён в УВПС 13 УОС 23 РГК 1 УкрФ ЦГВ ПрикВО. 15 августа 1946 года вышел в запас в звании капитана. 
- 1956—1961 гг. — первый секретарь Ново-Покровского районного комитета КПСС,
- 1961—1962 гг. — первый секретарь Перелюбского районного комитета КПСС,
- 1962—1964 гг. — председатель исполнительного комитета Саратовского сельского областного Совета.
- 1964—1970 гг. — секретарь Саратовского обкома КПСС по сельскому хозяйству.
- 1970—1988 гг. — директор ВолжНИИГиМ (Гидротехники и мелиорации).

Имел научную степень кандидата экономических наук (1970). Было присвоено почётное звание Заслуженный мелиоратор РСФСР. 
Был награждён орденами Отечественной войны II степени (6 апреля 1985), «Знак Почёта», а также Трудового Красного Знамени (дважды). 

## Сочинения
- Божко, Иван Акимович. Подбор трав для орошаемых культурных пастбищ в районах Поволжья [Текст] / канд. экон. наук И. А. Божко, докт. с.-х. наук А. Г. Ларионов, инж. Ю. С. Кошелев. — Москва : [б. и.], 1974. — 6 с.; 21 см.
- Божко, Иван Акимович. Организация и оплата труда при орошении [Текст] / И. А. Божко, А. Н. Кузнецов. — Саратов : Приволж. кн. изд-во, 1977. — 95 с. : ил.; 20 см.
- Божко, Иван Акимович — Экономическая эффективность производства озимой и яровой пшеницы при орошении [Текст] : (На примере колхозов и совхозов Сарат. обл.) : Автореферат дис. на соискание ученой степени кандидата экономических наук.